# Taiō Kanai
Taiō Kanai (japanisch 金井 大旺; * 28. September 1995 in Hakodate) ist ein japanischer Hürdenläufer, der sich auf die 110-Meter-Distanz spezialisiert.

## Sportliche Laufbahn
Erste internationale Erfahrungen sammelte Taiō Kanai bei den Juniorenasienmeisterschaften 2014 in Taipeh, bei denen er in 13,33 s die Goldmedaille gewann. Damit qualifizierte er sich für die Juniorenweltmeisterschaften in Eugene, bei denen er bis in das Halbfinale gelangte. 2017 wurde er bei der Sommer-Universiade in Taipeh in 13,69 s Vierter. Im Jahr darauf nahm er erstmals an den Asienspiele in Jakarta teil und belegte dort in 13,74 s den siebten Platz. Kurz darauf wurde er beim Leichtathletik-Continentalcup in Ostrava in 13,72 s Sechster. 2019 erreichte er bei den Asienmeisterschaften in Doha in 13,64 s den fünften Platz. Kurz darauf wurde er bei den World Relays in Yokohama in 55,59 s Zweiter in der gemischten Hürdenstaffel. Er qualifizierte sich auch für die Weltmeisterschaften, die ebenfalls in Doha stattfanden und schied dort mit 13,74 s in der ersten Runde aus. Im April 2021 verbesserte er den vorherigen Nationalrekord von Shunya Takayama aus 2019 um 0,09 s auf 13,16 s. Den Rekord verlor er zwei Monate später wieder an Shunsuke Izumiya, der in 13,06 s vor ihm die japanischen Meisterschaften gewann. Anfang Mai siegte er in 13,38 s bei Ready Steady Tokyo - Athletics und gelangte dann bei den Olympischen Spielen in Tokio bis ins Halbfinale, in dem er nach einem Sturz mit 26,11 s ausschied.
2018 und 2020 wurde Kanai japanischer Meister im 110-Meter-Hürdenlauf. Er absolvierte ein Studium an der Hōsei-Universität.

## Persönliche Bestleistungen
- 100 m Hürden: 13,16 s (+1,7 m/s), 29. April 2021 in Hiroshima
  - 60 m Hürden (Halle): 7,56 s, 17. März 2021 in Osaka